# Aeroport d'Atqasuk Edward Burnell Sr.
L'Aeroport d'Atqasuk Edward Burnell Sr. (codi IATA:  ATK , codi OACI:  PATQ , FAA LID: 
 ATK) és un aeroport sense torre de control del sud del districte empresarial central d'Atqasuk, una ciutat del borough de North Slope, Alaska, Estats Units. L'aeroport és propietat del borough.
Segons l'Administració Federal d'Aviació, l'aeroport va tenir 2105 embarcaments de passatgers l'any 2008, 2107 embarcaments el 2009, i 2499 el 2010. Es troba dins del National Plan of Integrated Airport Systems (en català, Pla nacional de sistemes d'aeroports integrats) d'entre 2011 i 2015, que el categoritzava com a instal·lació d'aviació general (la categoria de servei comercial implica que hi hagi més de 2500 embarcaments per any).
L'aeroport Atqasuk es troba a 31 metres (101 peus) per sobre del nivell mitjà del mar. Té una pista d'aterratge designada 6/24 amb una superfície de grava que fa 1,332 x 27 metres (4,370 per 90 peus). Durant el període dels 12 mesos anteriors a l'1 de gener de 2006, l'aeroport va tenir 530 operacions d'aeronau, amb una mitjana de 44 per mes: 94% d'aerotaxi i 6% aviació general.

## Línies aèries i destinacions
L'aerolínia Era Alaska ofereix servei de passatgers a aquest aeroport cap al de Wiley Post–Will Rogers Memorial Airport

## Estadístiques
| Posició | Ciutat             | Aeroport (en anglès)                          | Passatgers |
| ------- | ------------------ | --------------------------------------------- | ---------- |
| 1       | Barrow, AK         | Wiley Post/Will Rogers Memorial Airport (BRW) | 1.860      |
| 2       | Wainwright, AK     | Wainwright Airport (AIN)                      | 140        |
| 3       | Anaktuvuk Pass, AK | Anaktuvuk Pass Airport (AKP)                  | 20         |